# Aleksandr Pieczerica
Aleksandr Jakowlewicz Pieczerica (ros. Александр Яковлевич Печерица, ur. 9 lipca?/22 lipca 1914 w stanicy Kurczanskaja obecnie w rejonie tiemriukskim w Kraju Krasnodarskim, zm. 14 listopada 2003 w Dniepropetrowsku) – radziecki wojskowy, podpułkownik, Bohater Związku Radzieckiego (1945).

## Życiorys
Urodził się w rodzinie robotniczej. Po ukończeniu technikum gospodarki rolnej w Mozdoku pracował jako agronom w Stacji Maszynowo-Traktorowej w Kraju Krasnodarskim, 1 listopada 1936 został powołany do Armii Czerwonej, w 1939 ukończył kursy młodszych poruczników. Od 4 lipca 1941 uczestniczył w wojnie z Niemcami, brał udział w walkach na Froncie Zachodnim, Północno-Zachodnim, Briańskim, Białoruskim, 1 Ukraińskim, 1 Białoruskim i 1 Nadbałtyckim. W walce był trzykrotnie ranny (18 lipca 1941, 22 sierpnia 1941 i 24 listopada 1944). Od 1942 należał do WKP(b). W styczniu 1945 jako dowódca 26 samodzielnego dywizjonu przeciwpancernego 397 Dywizji Piechoty 61 Armii 1 Frontu Białoruskiego w stopniu majora wyróżnił się podczas operacji warszawsko-poznańskiej (część operacji wiślańsko-odrzańskiej) na terytorium Polski. Dowodzony przez niego dywizjon w rejonie miejscowości Przylot k. Warki odparł cztery kontrataki wroga, uszkadzając 7 czołgów i eliminując do 400 żołnierzy i 6 karabinów maszynowych. Później brał udział w operacji berlińskiej na lewym brzegu Odry, gdzie dowodzony przez niego dywizjon odparł 7 kontrataków wroga, niszcząc 17 czołgów i wiele siły żywej wroga. Po wojnie służył w Centralnej Grupie Wojsk, w 1947 ukończył wyższą oficerską szkołę artylerii i został naczelnikiem artylerii 367 gwardyjskiego pułku piechoty 115 Gwardyjskiej Dywizji Piechoty w Kijowskim Okręgu Wojskowym, w 1957 został zwolniony do rezerwy w stopniu podpułkownika. W Tiemriuku na Alei Sławy ustawiono jego popiersie.

## Odznaczenia
- Złota Gwiazda Bohatera Związku Radzieckiego (27 lutego 1945)
- Order Lenina (dwukrotnie, 27 lutego 1945 i 31 maja 1945)
- Order Czerwonego Sztandaru (30 grudnia 1956)
- Order Wojny Ojczyźnianej I klasy (11 marca 1985)
- Order Wojny Ojczyźnianej II klasy (21 sierpnia 1943)
- Order Czerwonej Gwiazdy (dwukrotnie, 31 grudnia 1944 i 19 listopada 1951)
- Medal „Za wyzwolenie Warszawy”
- Medal „Za zdobycie Berlina”
- Medal „Za zwycięstwo nad Niemcami w Wielkiej Wojnie Ojczyźnianej 1941–1945”
- Medal jubileuszowy „30 lat Armii Radzieckiej i Floty”